# Olaf Rahardt

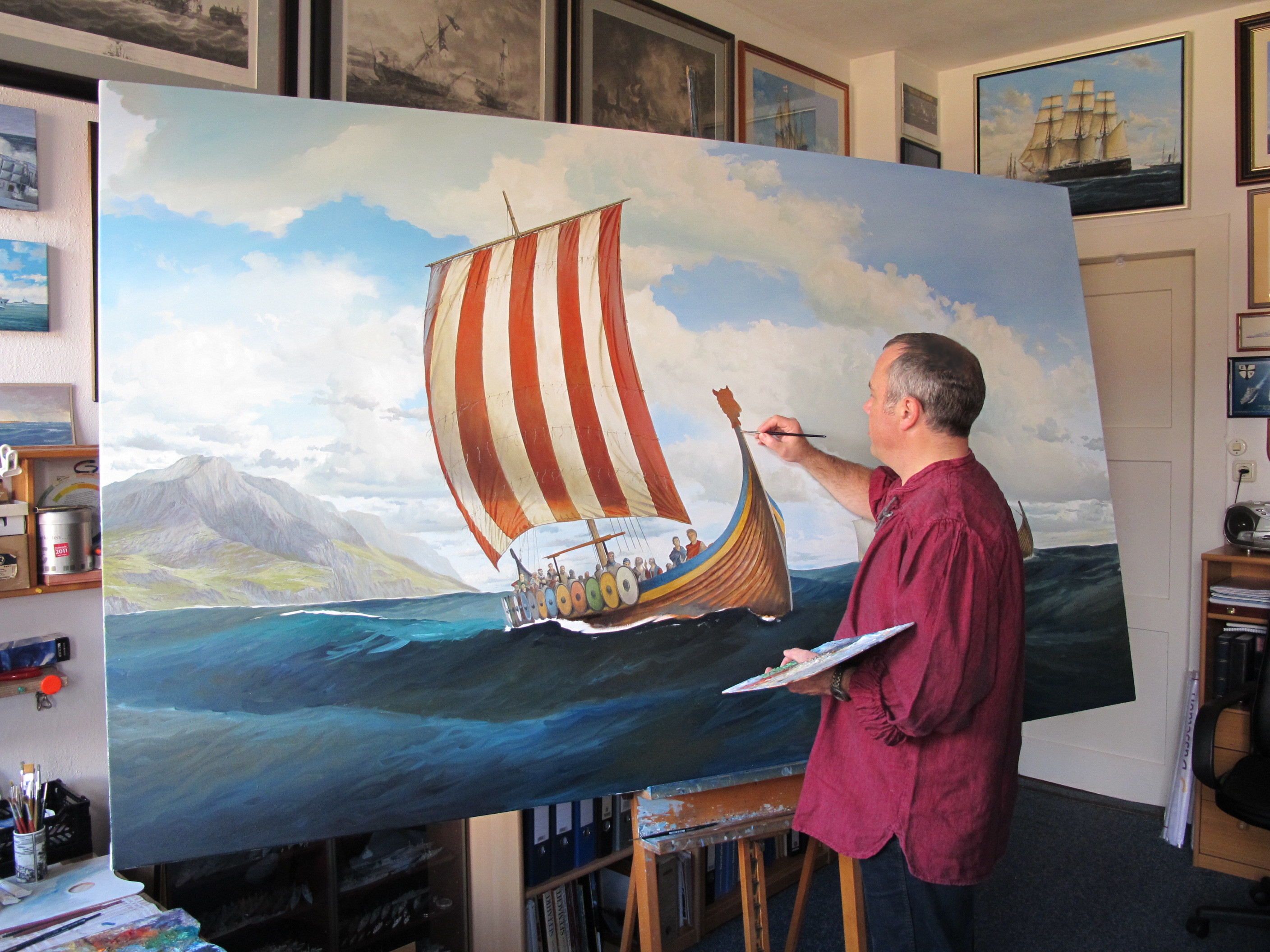
Marinemaler Olaf Rahardt, Rudolstadt, Thüringen, in seinem Atelier. Der Künstler bei der Arbeit

Olaf Rahardt (* 1965 in Bad Langensalza) ist ein deutscher Marinemaler der Gegenwart.

## Leben
Olaf Rahardt wurde 1965 geboren und wuchs im thüringischen Großengottern auf. Trotz der ländlichen Heimat gilt seine künstlerische Vorliebe dem Meer und der Seefahrt. Er lebt heute als freischaffender Künstler und Marinemaler in Rudolstadt.
Seine Arbeitsweise wird charakterisiert durch aufwendige Atelier-Gemälde, deren Inhalte und Motive oft auf eigenen Erlebnissen während zahlreicher Seereisen basieren.
Öffentlich zugängliche Gemälde von Rahardt befinden sich im Deutschen Schifffahrtsmuseum in Bremerhaven, dem Internationalen Maritimen Museum in Hamburg, dem Ostfriesischen Landesmuseum in Emden, dem Deutschen Marinemuseum in Wilhelmshaven und dem Marinemuseum Dänholm in Stralsund. Weitere Gemälde finden sich in Dienststellen der Deutschen Marine und an Bord zahlreicher Schiffe und Boote. Außerdem in zahlreichen Privatsammlungen im In- und Ausland. Illustrationen fanden Verwendung in verschiedenen Büchern und Zeitschriften in- und ausländischer Verlage sowie auf Deckelbildern von Modellbausätzen.
Regelmäßige Ausstellungsbeteiligungen erfolgen im Rahmen der Art maritim, Hamburg, Classic Forum zur BOOT in Düsseldorf und bundesweiten Einzelausstellungen. Eine dieser Einzelausstellungen fand vom 19. Juni bis 10. September 2011 im Schiffbaumuseum auf dem Traditionsschiff Typ Frieden in Rostock statt. 2012 wurde das Gemälde Fünfmastbark POTOSI während der Kunstausstellung Hanse Sail und Me(e)hr, an der sich 14 Künstler mit 36 Arbeiten beteiligt hatten, mit einem Ersten Preis ausgezeichnet. 2012 erfolgten Ausstellungen in London und Oslo, 2013 in Northwood (Engl.). 2015 erfolgte eine Studienreise an Bord des Segelschulschiffes GORCH FOCK.

Olaf Rahardt ist Mitglied der Deutschen Gesellschaft für Schiffahrts- und Marinegeschichte e.V. und organisiert regelmäßige maritime Vortragsveranstaltungen in Rudolstadt.

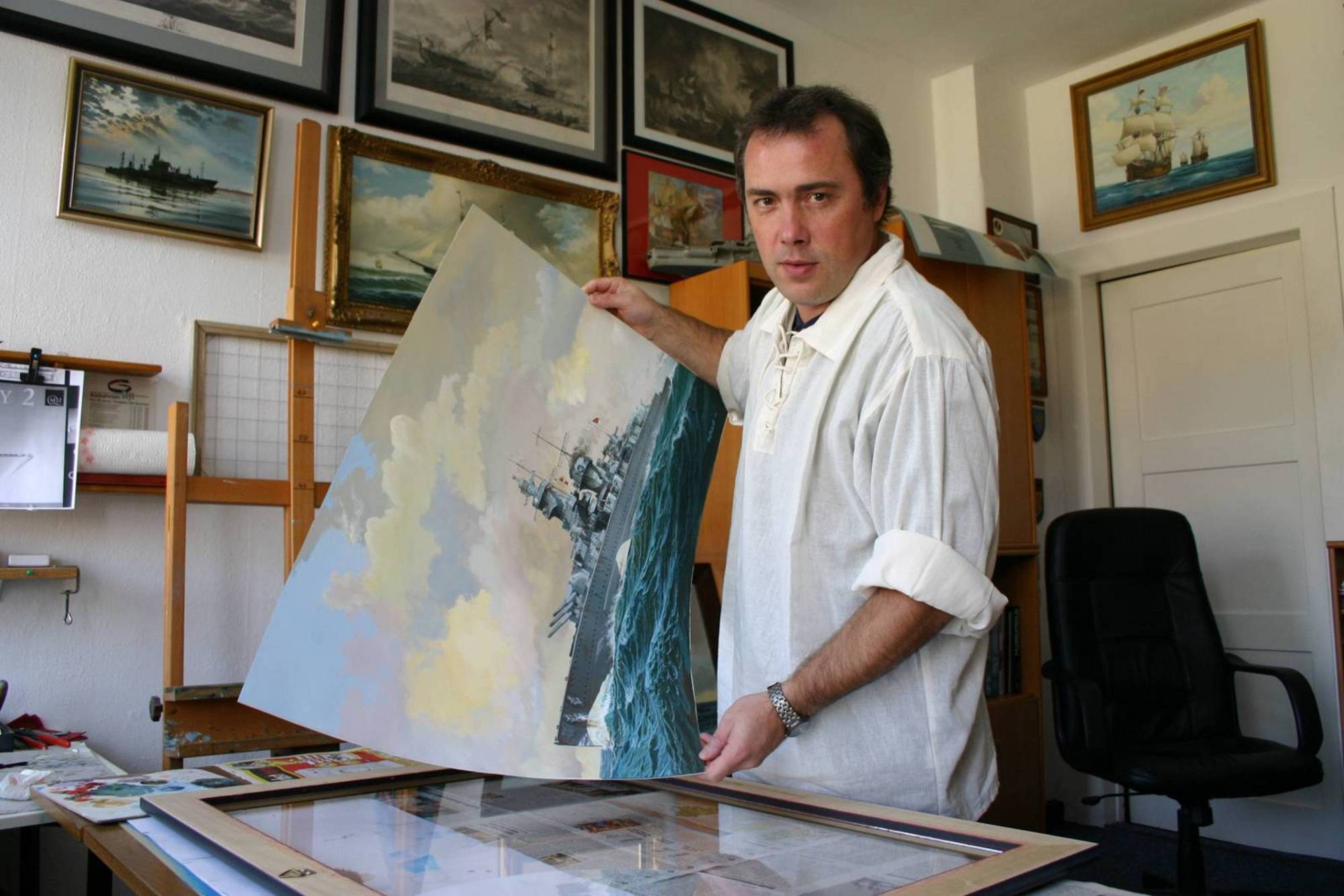
Olaf Rahardt bei der Einrahmung des Gemäldes "Panzerschiff Admiral Graf Spee"

## Veröffentlichungen
- GORCH FOCK – Reiseerinnerungen, HASSE-Kunstverlag, Stützerbach 2015, ISBN 978-3-9815228-5-3.
- Superlative und doch unbekannt. Zwei monumentale Gemälde von Hans Bohrdt, in: Schiff & Zeit, H. 120, 2021, S. 34ff.